# Episodi di Young & Hungry - Cuori in cucina (quinta stagione)
La quinta e ultima stagione della serie televisiva Young & Hungry - Cuori in cucina è stata trasmessa in prima visione assoluta negli Stati Uniti dal 13 marzo 2017 al 25 luglio 2018 sul canale Freeform.
In Italia, è ancora inedita.
| nº | Titolo originale        | Titolo italiano | Prima TV USA   | Prima TV Italia |
| -- | ----------------------- | --------------- | -------------- | --------------- |
| 1  | Young & Punch Card      |                 | 13 marzo 2017  |                 |
| 2  | Young & Valentine's Day |                 | 20 marzo 2017  |                 |
| 3  | Young & Kiki            |                 | 27 marzo 2017  |                 |
| 4  | Young & Josh's Dad      |                 | 3 aprile 2017  |                 |
| 5  | Young & Softball        |                 | 10 aprile 2017 |                 |
| 6  | Young & Couchy          |                 | 24 aprile 2017 |                 |
| 7  | Young & Bridesmaids     |                 | 1º maggio 2017 |                 |
| 8  | Young & Vegas Baby      |                 | 8 maggio 2017  |                 |
| 9  | Young & Hold            |                 | 15 maggio 2017 |                 |
| 10 | Young & Amnesia         |                 | 22 maggio 2017 |                 |
| 11 | Young & Downtown Gabi   |                 | 20 giugno 2018 |                 |
| 12 | Young & Third Wheel     |                 | 20 giugno 2018 |                 |
| 13 | Young & Communication   |                 | 27 giugno 2018 |                 |
| 14 | Young & Handsy          |                 | 27 giugno 2018 |                 |
| 15 | Young & Mexico          |                 | 11 luglio 2018 |                 |
| 16 | Young & Mexico Part 2   |                 | 11 luglio 2018 |                 |
| 17 | Young & Bullseye        |                 | 18 luglio 2018 |                 |
| 18 | Young & Motorcycle      |                 | 18 luglio 2018 |                 |
| 19 | Young & Magic           |                 | 25 luglio 2018 |                 |
| 20 | Young & Yacht'in        |                 | 25 luglio 2018 |                 |